# Gyldenså
Gyldenså är ett vattendrag på Bornholm i Danmark. Ån börjar vid sammanflödet av Rakkerå och Myreå söder om Østermarie. Den mynnar i Östersjön knappt fyra kilometer nordväst om Svaneke.